# هرستانه علیا
هرستانه علیا، روستایی از توابع بخش مرکزی شهرستان گلپایگان در استان اصفهان ایران است.

## جمعیت
این روستا در دهستان کناررودخانه قرار دارد و براساس سرشماری مرکز آمار ایران در سال ۱۳۸۵، جمعیت آن ۸۱ نفر (۲۳خانوار) بوده‌است.

## زبان و فرهنگ
زبان و فرهنگ این روستا، در مجموع همانند دیگر روستای واقع در جنوب غربی گلپایگان همچون (غرقن، هرستانه، هنده، حاجیله، حسن‌آباد، حاجی‌آباد…)، زیرمجموعه گویش و فرهنگ لری بختیاری (ایل چهارلنگ) است و مردم این منطقه بسیاری از سنت‌های فرهنگی بختیاری همچون رسومات محلی، ضرب‌المثل‌ها، موسیقی و رقص محلی بختیاری را حفظ کرده‌اند.
مهم‌ترین نام‌های خانوادگی این روستا عبارت اند از: داوودوندی، موگویی، داوودی، ….